# Йорк (Північна Дакота)
Йорк (англ. York) — місто (англ. city) в США, в окрузі Бенсон штату Північна Дакота. Населення — 17 осіб (2020).

## Географія
Йорк розташований за координатами 48°18′47″ пн. ш. 99°34′25″ зх. д. / 48.31306° пн. ш. 99.57361° зх. д. (48.313080, -99.573571).  За даними Бюро перепису населення США в 2010 році місто мало площу 0,61 км², уся площа — суходіл. В 2017 році площа становила 0,54 км², уся площа — суходіл.

## Демографія
Згідно з переписом 2010 року, у місті мешкали 23 особи в 11 домогосподарстві у складі 7 родин. Густота населення становила 38 осіб/км².  Було 23 помешкання (38/км²).
Расовий склад населення:
| - 87,0 % — білих |

До двох чи більше рас належало 13,0 %. Частка іспаномовних становила 0,0 % від усіх жителів.
За віковим діапазоном населення розподілялося таким чином: 17,4 % — особи молодші 18 років, 43,5 % — особи у віці 18—64 років, 39,1 % — особи у віці 65 років та старші. Медіана віку мешканця становила 52,5 року. На 100 осіб жіночої статі у місті припадало 91,7 чоловіків;  на 100 жінок у віці від 18 років та старших — 137,5 чоловіків також старших 18 років.
За межею бідності перебувало 7,0 % осіб, у тому числі 0,0 % дітей у віці до 18 років та 0,0 % осіб у віці 65 років та старших.
Цивільне працевлаштоване населення становило 34 особи. Основні галузі зайнятості: науковці, спеціалісти, менеджери — 23,5 %, публічна адміністрація — 20,6 %, транспорт — 17,6 %, виробництво — 14,7 %.